# Emmanuel Suhard
Emmanuel Célestin kardinál Suhard (5. dubna 1874 Brains-sur-les-Marches – 30. května 1949 Paříž) byl francouzský římskokatolický kněz, biskup v Bayeux (1928–1930), arcibiskup v Remeši (1930–1940) a arcibiskup pařížský (1940–1949). V roce 1935 byl jmenován kardinálem.

## Životopis
Emmanuel Suhard začal v roce 1888 studovat v kněžském semináři v Mayenne, odkud přešel v roce 1892 do semináře v Lavalu. Díky svým vynikajícím studijním výsledkům získal stipendium na Francouzském semináři v Římě. Dne 18. prosince 1897 byl vysvěcen na kněze. Pokračoval v Římě ve studiu na Papežské univerzitě Gregoriana. Po návratu do Francie v roce 1899 působil ve své rodné obci Brains-sur-les-Marches.
Byl jmenován profesorem v semináři v Lavalu, kde vyučoval teologii. V roce 1914 se stal duchovním správcem ve vojenské nemocnici v Lavalu. V roce 1928 byl jmenován biskupem v diecézi Bayeux a Lisieux. V roce 1930 se stal remešským arcibiskupem a v roce 1940 byl jmenován arcibiskupem v Paříži, kterým byl až do svém smrti v roce 1949.
Pius XI. ho 16. prosince 1935 jmenoval kardinálem s titulem kardinál-kněz u kostela Sant'Onofrio al Gianicolo.